# The Quiet Resistance
The Quiet Resistance è il terzo album in studio del gruppo nederlandese Nemesea.

## Tracce
Testi di Manda Ophuis e Hendrik Jan 'HJ' de Jong, musiche di Hendrik Jan 'HJ' de Jong e Nemesea, tranne dove indicato.
1. The Quiet Resistance – 0:52 (testo: Gerben Verhaar – musica: De Jong, Lasse Dellbrügge)
2. Caught in the Middle – 4:50
3. Afterlife – 3:12
4. Whenever – 3:31
5. If You Could – 3:54
6. High Enough (feat. Charlotte Wessels) – 4:13
7. Say – 4:05
8. It's Over (feat. Matt Litwin & Marcus Klavan) – 4:00 (musica: De Jong, Nemesea, Matt Litwin)
9. I Live – 4:31
10. Stay with Me – 3:49
11. Rush – 5:27
12. Release Me – 3:40
13. 2012 – 5:58

Traccia bonus
1. Allein (feat. Heli Reißenweber) – 3:58 (testo: Ophuis e Heli Reißenweber)

## Formazione
- Manda Ophius – voce
- Hendrik Jan 'HJ' de Jong – chitarra
- Lasse Dellbrügge – tastiere
- Sonny Onderwater – basso
- Frank van der Star – batteria